# Karl Simrock

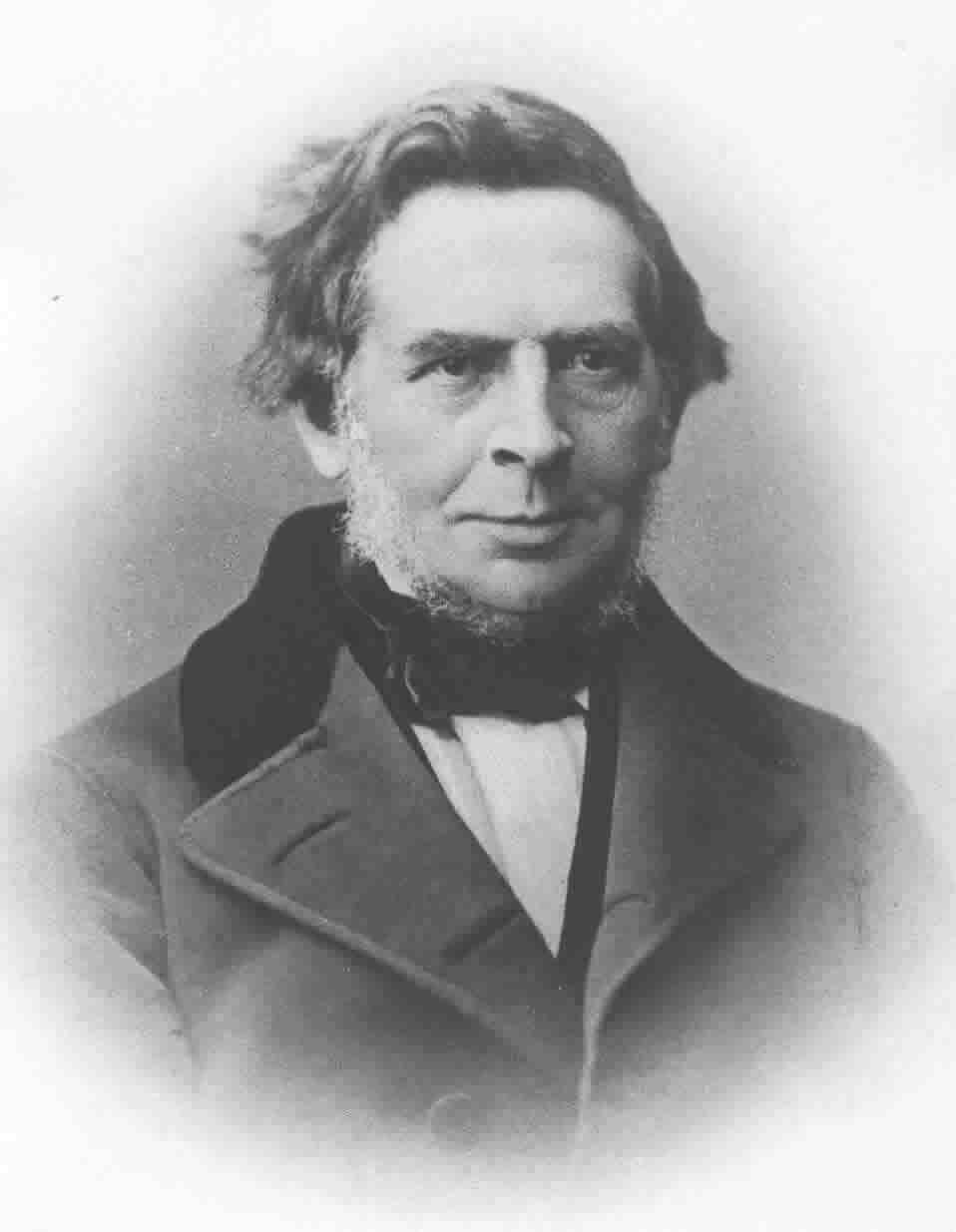
Karl Joseph Simrock

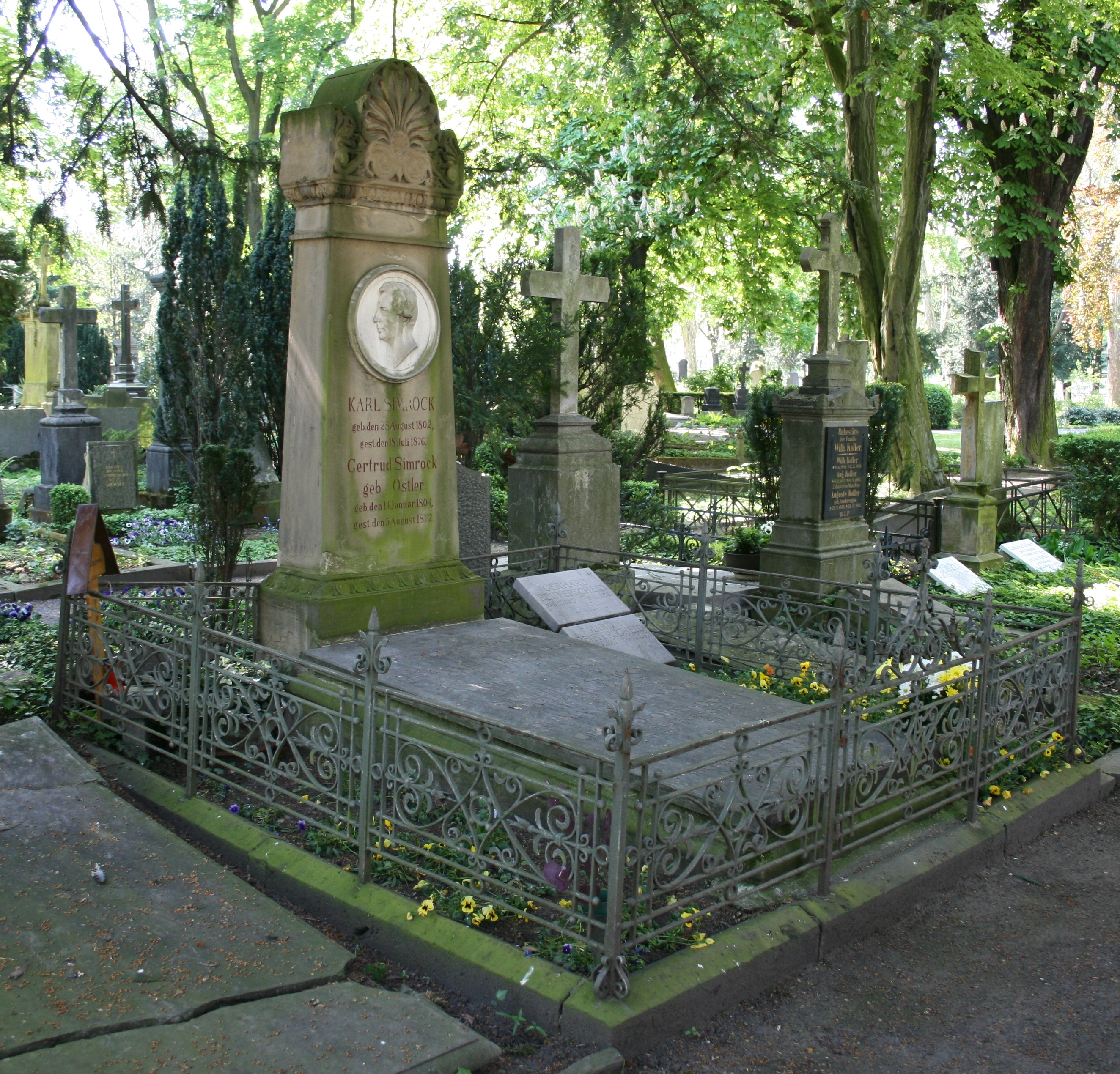
Grabmal Karl Simrocks auf dem Alten Friedhof in Bonn

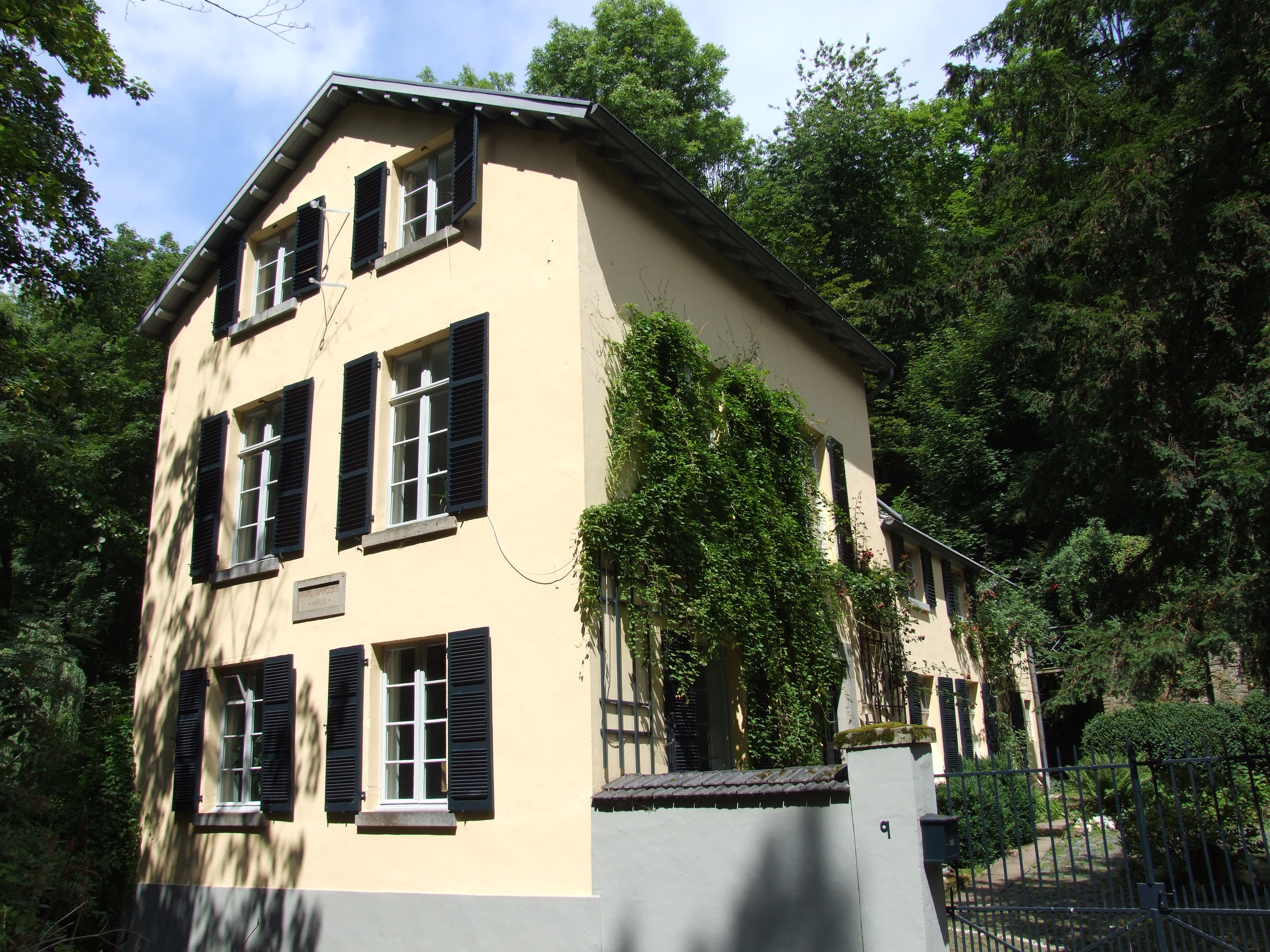
Haus Parzival in Selhof-Menzenberg

Karl Joseph Simrock (* 28. August 1802 in Bonn; † 18. Juli 1876 ebenda) war ein deutscher Dichter und Philologe. Der Schriftsteller Simrock fand zu Lebzeiten durch seine Übertragungen mittelhochdeutscher Gedichte ins Neuhochdeutsche, besonders die Walthers von der Vogelweide, die Anerkennung seiner Zeitgenossen. Die Deutschen Volksbücher und besonders seine Nacherzählung nordischer Mythen wurden zu einer Standardlektüre der bildungsbürgerlichen Jugend und sollten auch noch nach 1945 Verbreitung finden. 

## Leben
Karl Simrock wurde in Bonn als 13. und letztes Kind des Musikers und Musikverlegers Nikolaus Simrock und seiner Frau Francisca Ottilia Blaschek geboren. In seinem Elternhaus wurde auf Anordnung seines frankophilen Vaters, der sich selbst ausschließlich mit französischem Vornamen Nicolas bezeichnen ließ, Französisch gesprochen. Karl fühlte sich jedoch als Deutscher und las schon während seiner Schulzeit begeistert deutsche Epen und Märchen. Er besuchte in Bonn das französischsprachige Lycée und begeisterte sich für die damals wiederbelebte mittelhochdeutsche Epen- und Märchenliteratur. 1818 immatrikulierte er sich als Sechzehnjähriger für ein Jurastudium an der neu gegründeten Preußisch-Rheinischen Universität in Bonn. Dort hörte er auch Geschichte bei Ernst Moritz Arndt und deutsche Sprache und Literatur bei August Wilhelm Schlegel. Hier freundete er sich unter anderem mit August Heinrich Hoffmann von Fallersleben (1798–1874) an. 1818 wurde er Mitglied der Alten Bonner Burschenschaft/Allgemeinheit. 1822 setzte er sein Studium der Rechte in Berlin fort, wo er sich ebenfalls der altdeutschen Literatur widmete und altgermanistische Vorlesungen bei Friedrich von der Hagen (1780–1856) und Carl Lachmann besuchte. Er schloss es 1826 erfolgreich ab, wählte die Richterlaufbahn in Berlin und arbeitete (seit 1824) am Königlichen Kammergericht.
Schon 1823 war er Mitglied der Berliner Mittwochsgesellschaft geworden und schloss unter anderem Freundschaft mit Adelbert von Chamisso und Friedrich de la Motte-Fouqué (1777–1843). Damals entwickelte sich auch seine Brieffreundschaft mit Jacob Grimm (1785–1863) und Wilhelm Grimm (1786–1859). 1827 brachte er die zukünftig erfolgreichste neuhochdeutsche Übersetzung des Nibelungenliedes heraus. Dadurch stand er u. a. in Beziehung zum Erwerber der Nibelungenhandschrift C, Joseph von Laßberg, den er auf dessen Burg Meersburg besuchte. Er begann auch, als Lyriker und Balladendichter zu publizieren. 1830 wurde er wegen eines Gedichtes zum Lobe der französischen Julirevolution aus dem Staatsdienst entlassen. Nach dem Tod des Vaters im Jahr 1832 hatten er und seine sieben Geschwister vergeblich versucht, das große väterliche Erbe an Immobilien zu versteigern. Im Protokoll einer Besprechung der Erben mit dem Königlich Preußischen Notar Carl Eilender hieß es „Die Comparenten erklären dem Notar, dass er das Erbe durch Verlosung aufteilen sollte.“ Karl zog Los 5: das Haus Nr. 392 in der Maargasse, dazu an die dreißig Ländereien, teilweise beachtlich groß, in den Gemeinden Poppelsdorf, Kessenich, Endenich, Lengsdorf, Dottendorf und Bonn. 1834 wurde er zum Doktor der Philosophie promoviert. Er wirkte als Übersetzer (unter anderem von Hartmann von Aue, Kudrun und Shakespeare), Herausgeber und als erfolgreicher, auch patriotischer Schriftsteller, ab 1832 wieder in Bonn.
Dort heiratete er 1834 Gertrude Ostler. Der Ehe entstammten vier Kinder: Agnes (1835–1904), Dorothea (1836–1911), Caspar (1842–1897) und Anna Maria (1846–1905). Die älteste Tochter Agnes blieb ledig und lebte zu Menzenberg. Die Tochter Dorothea wurde später entmündigt und in einer Heilanstalt untergebracht. Der Sohn wurde Arzt in Frankfurt, heiratete Susanne Pauline Andreae und übernahm die Praxis seines Schwiegervaters Hermann Victor Andreae. Seine Tochter Anna Maria heiratete 1869 August Reifferscheid und wurde die Mutter von Heinrich und Karl Reifferscheid. Im selben Jahr erwarb er von seiner in Paris lebenden Schwester Elise das Neunkirchensche Weingut auf dem Menzenberg (Los 7) zum Preis von 2367 Talern. Das war exakt der gleiche Preis, der schon im vorangegangenen Auktionsversuch abgelehnt worden war. Karl wollte dieses Weingut unbedingt kaufen, da er schon 1832 die Erlaubnis erhalten hatte, dort zu wohnen. Nach dem Kauf veräußerte er sechs Siebtel der Weinberge und investierte den Erlös in den Bau von „Haus Parzival“.
Das Erbe seines verstorbenen Vaters, darunter auch Weingüter in Menzenberg bei Honnef (heute Stadt Bad Honnef), erlaubte es ihm, das Leben eines vermögenden Privatgelehrten zu führen. Seine ebenfalls wohlhabende Frau Gertrud Antoinette Ostler hatte u. a. ein Haus in der Acherstraße 13 in Bonn in die Ehe eingebracht, wo die Familie ab 1834 wohnte. 1840 wurde der Bau des berühmten „Haus Parzival“ in Menzenberg fertiggestellt, wo Simrock fortan die Sommermonate verbrachte und Gäste aus nah und fern empfing. Seinen Enkel, den Maler Heinrich Reifferscheid, haben der Menzenberg, das Haus Parzival und die in der Umgebung lebenden Menschen zu seinen ersten Werken inspiriert.
In der Zeit seiner Familiengründung begann er sein großes, Jahrzehnte dauerndes Vorhaben, ein die deutsche Sagenwelt um Dietrich von Bern, Wieland den Schmied u. v. a. umgreifendes, in der Nibelungenstrophe abgefasstes Versepos aus zahlreichen Einzelgesängen, „Das Amelungenlied“, welches ihn im 19. Jahrhundert zum viel gelesenen Autor machen sollte. Er edierte die altdeutschen Volksbücher, Märchen- und Sprichwörtersammlungen und zahlreiche andere Werke einer volksgeschichtlichen „Urzeit“. Ab 1841 bekundete er Interesse an einer in Bonn neu einzurichtenden Professur für deutsche Literatur, wobei ihn der Kurator Philipp Joseph von Rehfues (1775–1843) unterstützte. Trotz seiner Freundschaft z. B. mit Ferdinand Freiligrath nahm er an der 1848er Revolution keinen tätigen Anteil. Er wurde 1850 außerordentlicher und 1853 ordentlicher und in seinem Felde berühmter Professor für die Geschichte der deutschen Sprache und Literatur der Bonner Universität. Von 1853 bis 1855 erschien sein lange Zeit maßgebliches „Handbuch der deutschen Mythologie mit Einschluss der nordischen“. Von 1856 bis 1857 war er Dekan der Philosophischen Fakultät. Er starb am 18. Juli 1876 und wurde auf dem Alten Friedhof in Bonn zur letzten Ruhe gebettet.
Karl Simrock begründete seinen Ruf mit der Übersetzung des Nibelungenliedes im Jahre 1827 sowie der Übertragung und Herausgabe der Gedichte von Walther von der Vogelweide (1833). Das populärste Werk Simrocks waren Die deutschen Volksbücher, die zwischen 1839 und 1867 immerhin 55 Auflagen erreichten. Bei ihrer Bearbeitung stützte er sich auf die eigene Erforschung von lokalem Liedgut, etwa die Liedgutbewahrerin Heinemöhn, welche er die „Menzenberger Nachtigall“ nannte. Neben der deutschen und altnordischen Literatur wandte er sich auch Shakespeare zu, dessen Quellen in Novellen, Märchen und Sagen er erforschte. Auch übersetzte er einige seiner Gedichte und Bühnenstücke ins Deutsche.
Eine 12-bändige Edition seiner Ausgewählten Werke erschien ab 1907 in Leipzig, herausgegeben von Gotthold Klee. Seine Sagenbücher wurden bis in die 1940er Jahre zur – bei diesen Jahrgängen des Bildungsbürgertums immer voraussetzbaren – Jugendlektüre. Die Germanen-Ideologie des Nationalsozialismus führte nach 1945 zu einem Nachlassen der breiten Weitergabe germanischer Themen, jedoch ist seine Edda-Übertragung in Klassikerreihen von Verlagen mit Spezialisierung auf gemeinfreie Werke weiterhin im Handel.

## Der Menzenberg
Karl hatte ab 1837 das Haus Parzival auf den Fundamenten des alten Minoritenweinguts erbaut, das er 1834 von seiner Schwester Elise gekauft hatte. Er verkaufte später sechs Siebtel der Weinberge und steckte den Erlös dafür in das „Haus Parzival“. Auf dem mächtigen, fünf Jahrhunderte alten Gewölbekeller des Minoritenweingutes errichtete er ein zweigeschossiges, spätklassizistisches Wohnhaus, worin das alte Keltergebäude einbezogen wurde. 1840 bezog er das Haus Parzival mit seiner Familie. Der Schriftzug über dem Eingang bezeugt es. Darunter die Signatur: „K. S. 1840 G. O.“ für Karl Simrock und Gertrud Ostler. Den Namen „Haus Parzival“ hat er vermutlich aus dem Versepos des Wolfram von Eschenbach (1168–1220) entlehnt, der damals durch Simrocks Tagwerk „geisterte“.
Er war davon überzeugt, dass die Dietrichsage im Rheinland stattgefunden hatte und suchte dafür nach Beweisen. In der Nähe seines Landhauses am Menzenberg hatte er Flurstücke gefunden wie Dederichsloch oder Dederichskaule, Eckenhagen, Eckendorf, Eckenrod, das Geckental. Letzteres deutete er als Eckental und die Faselskaule war nach seiner Ansicht die Fasoldskaule. Aus allem folgerte er: Riese Ecke wurde von Dietrich am Menzenberg erschlagen, sozusagen vor Simrocks Haustür. Der Menzenberg, sein „Haus Parzival“ und die mystischen Geschichten darum herum faszinierten ihn so sehr, dass er 1852 sogar das Angebot des bayerischen Königs Max Joseph ablehnte, in München als Dichter in unabhängiger Stellung eine Pension zu beziehen oder aber eine Professur für 1500 Gulden im Jahr zu übernehmen. Dies, obwohl er für seine Bonner Professur und den Ordinarius keine Entlohnung erhielt. Erst als Inhaber des ersten germanistischen Lehrstuhles in Bonn zahlte man ihm ein bescheidenes Salär von 400 Talern im Jahr.
Auf dem Menzenberg empfing er viele namhafte Gäste: Wilhelm Grimm, Jakob Grimm, Alexander von Humboldt, Ferdinand Freiligrath, Ludwig Uhland, Justinus Kerner, Heinrich Heine, August Heinrich Hoffmann von Fallersleben, Adelbert von Chamisso, Friedrich de la Motte-Fouqué und viele andere mehr. Und auch sein Enkel Heinrich Reifferscheid, der sich oft dort aufhielt, wurde von den Geschichten um den Menzenberg in seinem malerischen Werk inspiriert.

## Menzenberger Eckenblut
Auf dem um das Haus Parzival verbliebenen Wingert wuchs ein guter roter Muskateller, den Simrock kelterte. Getreu seiner Überzeugung, dass der Riese Ecke von Dietrich von Bern am Menzenberg erschlagen worden sei, nannte er seinen Rotwein „Menzenberger Eckenblut“.
Das Flaschenetikett ließ er von seinem Freund Carl Schlickum mit einer Zeichnung von „Haus Parzival“ und dem Weinberg gestalten. Dem Etikett fügte er noch mit seinem speziellen Sinn für Humor ein Spaßgedicht hinzu:
Held Dietrich schlug Herrn Ecken

zu Tod, den kühnen Mann.

Nun lassen wir uns schmecken

das Blut, das ihm entrann.

Die Erde hat’s getrunken

Die Rebe saugt es ein

Zuletzt in’s Faß gesunken

Ward es ein edler Wein.

Und trinken wir des Weines

So giebt des Helden Blut

Dem kühnen Sohn des Rheines

Erst rechten Heldenmuth

Wir fürchten keinen Gegner;

Auf dieser Erde Stern

Lebt auch kein Überlegner,

Kein Dietrich mehr von Bern.

## Werke

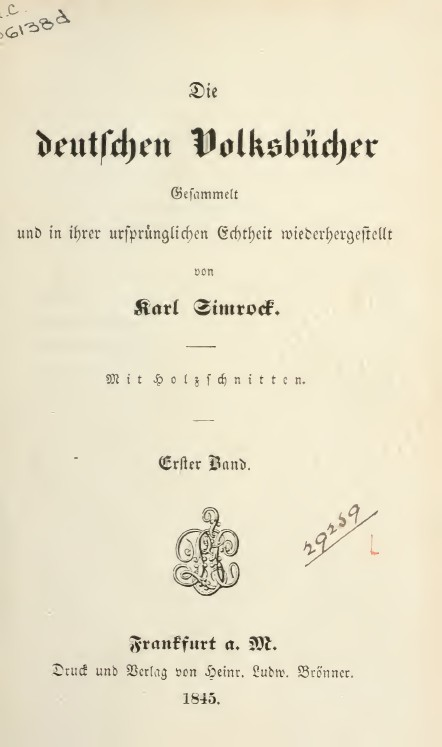
Die deutschen Volksbücher (1845)

- 1827 Das Nibelungenlied (Übersetzung) (Digitalisat)
- 1830 Der arme Heinrich von Hartmann von Aue (Übersetzung, Berlin) (Digitalisat der 2. Aufl. 1875)
- 1833 Gedichte von Walther von der Vogelweide (Übersetzung) (Digitalisat Theil1), (Theil 2)
- 1835 Wieland der Schmied (Versepos) (Digitalisat)
- 1836 Rheinsagen (Digitalisat 2. Aufl. 1837)
  - 5., verb. und verm. Aufl. 1857 (Digitalisat)
- 1839–1843 Die deutschen Volksbücher
- 1840 Zwanzig Lieder von den Nibelungen. Nach Lachmanns Andeutungen wiederhergestellt (Digitalisat)
- um 1840 Das malerische und romantische Rheinland, 3 Mappen mit Stahlstichen von Karl Frommel, Theodor Verhas und G. Kühn
  - 3. Aufl. – Bonn : Drucker: Haendel, 1851 (Digitalisierte Ausgabe der Universitäts- und Landesbibliothek Düsseldorf)
- 1842 Parzival und Titurel von Wolfram von Eschenbach (Übersetzung)
- 1842 Wunderseltsame, abenteuerliche und bisher unbeschriebene Geschichten und Thaten der Schildbürger in Misnopotamien, hinter Utopia gelegen
- 1843 Das Amelungenlied (Übersetzung) (Digitalisat)
- 1843–1849 Das Heldenbuch (Übersetzung)
  - Bd. 1: Gudrun
  - Bd. 2: Das Nibelungenlied
  - Bd. 3: Das kleine Heldenbuch
  - Bd. 4: Des Amelungenliedes erster Teil
  - Bd. 5: Des Amelungenliedes zweiter Teil
  - Bd. 6: Des Amelungenliedes dritter Teil
- 1844 Gedichte. (Digitalisat)
- 1846 Die deutschen Sprichwörter (Digitalisat)
- 1846 Doctor Johannes Faust. Puppenspiel in vier Aufzügen (Digitalisat)
- Till Eulenspiegels auserlesene Schwänke. Nach den ältesten Drucken hergestellt von Karl Simrock. Arnz, Düsseldorf 1857 (Digitalisierte Ausgabe der Universitäts- und Landesbibliothek Düsseldorf)
- 1848 Kerlingisches Heldenbuch (Digitalisat).
- 1850 Lauda sion. Altchristliche Kirchenlieder und Geistliche Gedichte, Lateinisch und Deutsch (Digitalisat)
- 1851 Die deutschen Volkslieder (Digitalisat)
- 1851 Die Edda (Übersetzung)
- 1851 Die Tochter Sion oder Die minnende Seele (Digitalisat)
- 1851 Das malerische und romantische Rheinland (Digitalisat)
- 1853 Bertha die Spinnerin (Digitalisat)
- 1855 Handbuch der deutschen Mythologie (Digitalisat)
- 1855 Tristan und Isolde von Gottfried von Straßburg (Übersetzung) (Digitalisat)
- 1855 Legenden (Digitalisat)
- 1856 Heliand (altsächsische Evangelienharmonie) (Übersetzung) (Digitalisat)
- 1857 Lieder der Minnesinger (Übersetzung) (Digitalisat)
- 1858 Der Wartburgkrieg (Übersetzung) (Digitalisat)
- 1859 Beowulf. Das älteste deutsche Epos (Übersetzung) (Digitalisat)
- 1859 Deutsche Weihnachtslieder (Digitalisat)
- 1863 Gedichte. Neue Auswahl (Digitalisat)
- 1864 Deutsche Märchen
- 1868 Loher und Maller (Digitalisat)
- 1869 Bäckerjungensage
- 1870 Deutsche Kriegslieder. Lipperheide, Berlin 1872 (Digitalisat)
- 1870 Die Quellen des Shakspeare in Novellen, Märchen und Sagen. Mit sagengeschichtlichen Nachweisungen (Digitalisat)
- 1872 Dichtungen. Eigenes und Angeeignetes. Lipperheide, Berlin 1872 (Digitalisat)

## Gedenken
Die Bibliothek Karl Simrocks wurde vom 15.–27. Januar 1877 jeweils um 17.30 Uhr durch den Bonner Buchhändler und Antiquar Matthias Lempertz versteigert. Sie umfasste laut dessen Verzeichnis 1863 Positionen.

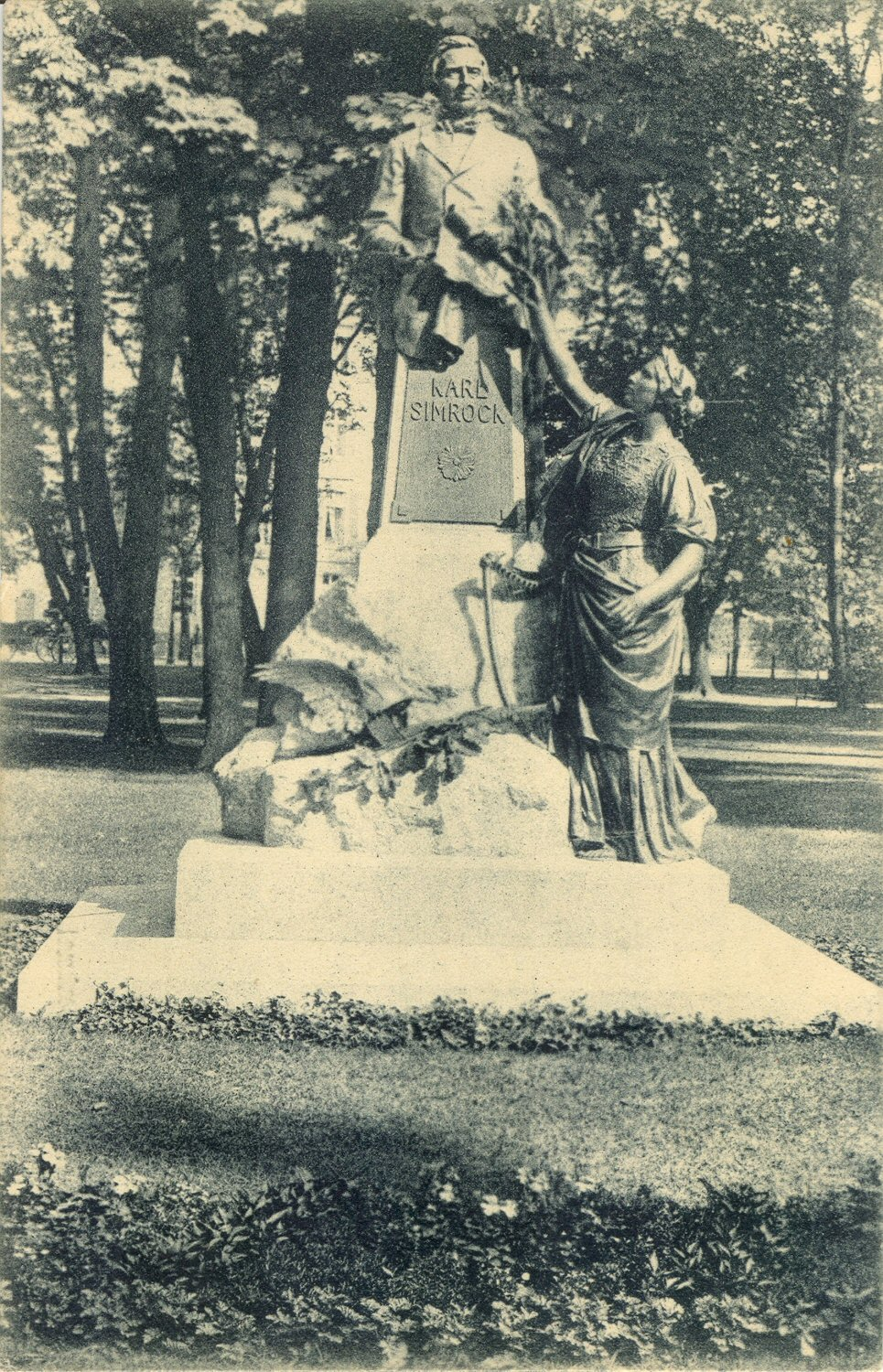
Das Simrock-Denkmal im Bonner Hofgarten

Einflussreiche Bürger der Stadt Bonn riefen 20 Jahre nach seinem Tod zu Spenden für ein Simrock-Denkmal auf. Bereits ein Jahr später stellt der Bonner Bildhauer Albert Küppers erste Modellskizzen zu einem Denkmal für den bekannten Dichter vor. Im Frühjahr 1900 wurde das Sammlungsergebnis veröffentlicht; durch die große Spendenbereitschaft waren etwa 23.000 Mark zusammengekommen, so dass Küppers mit der Ausführung des Denkmals beauftragt werden konnte. Der Vertrag sah vor, dass das Denkmal bis zu Simrocks 100. Geburtstag fertiggestellt sein müsse. Bei der feierlichen Enthüllung des Denkmals am 15. Juli 1903 wurde Karl Simrock vor allem als der Übersetzer des Nibelungenliedes, aber auch als Patriot gepriesen. Bereits im Jahr 1940 wurde das Denkmal abgeräumt; seitdem liegt es auf dem Bauhof der Stadt Bonn.
Hier sowie in Hannover, Düsseldorf, Köln, Oberhausen und in Koblenz gibt es eine Simrockstraße, in Erkrath und Bad Honnef eine Karl-Simrock-Straße.